# Jean-Didier Urbain
Pour les articles homonymes, voir Urbain.
Jean-Didier Urbain, né le 1er août 1951, est un sociologue, linguiste et ethnologue français, spécialiste du tourisme.
Docteur d'État en anthropologie sociale et culturelle de l'université Paris-Descartes (Paris 5) en 1987, il y est professeur.

## Approche du tourisme
L’œuvre de Jean-Didier Urbain se caractérise par une approche inédite du tourisme, à la fois sensible et précise à partir des récits touristique notamment ou d'élément ethnologiques.

## Publications
- La société de conservation, Payot, 1978
- L'archipel des morts : Cimetières et mémoire en Occident, Plon, 1989, 275 p.
- L'idiot du voyage : histoires de touristes, éditions Payot, 1991
- Paradis verts : désirs de campagne et passions résidentielles, éditions Payot, 2002 (revue et augmentée, 2008)
- La France des temps libres et des vacances, éditions de l'Aube, Datar, 2002
- Les vacances, éditions Le Cavalier bleu, 2002
- Sur la plage : mœurs et coutumes balnéaires aux XIXe et XXe siècles, éditions Payot, 2002
- Secrets de voyages : menteurs, imposteurs et autres voyageurs impossibles, éditions Payot, 2003
- Ethnologue, mais pas trop, Payot, 2003, 285 p.
- Le Voyage était presque parfait : essai sur les voyages ratés, Payot, 2008
- L'envie du monde, éditions Bréal, 2011.
- Au Soleil : naissance de la Méditerranée estivale, Payot, 2014, 304 p.
- Un tour de France en affiches, Martinière, 2015, 216 p.
- Une histoire érotique du voyage, Payot, 2017, 271 p.
- L'envie du monde, Breal, 2018, 300 p.